# I predoni del deserto
I predoni del deserto (Sheep Dog) è un film del 1949 diretto da Charles A. Nichols. È un cortometraggio animato della serie Pluto, prodotto dalla Walt Disney Productions e uscito negli Stati Uniti il 4 novembre 1949, distribuito dalla RKO Radio Pictures. A partire dagli anni novanta è più noto come Cane da pastore.

## Trama
Pluto fa la guardia a un gregge di agnelli. Per difenderli dai predatori li mette in un recinto delimitato da un filo a cui sono appese delle campanelle: se qualcuno tocca il filo le campanelle suonano, avvertendo il cane. Quella notte Mezzacoda il coyote sta impartendo al suo piccolo delle lezioni di caccia: il gregge addormentato sembrerebbe un ottimo bersaglio. I due si avvicinano furtivamente al recinto, quindi il piccolo vi entra travestito da pecorella e cerca di prenderne una mentre dorme; l'animale tuttavia si sveglia e tira una testata a Junior, buttandolo fuori dal recinto. Furioso, Mezzacoda vorrebbe tirare uno schiaffo al figlio, ma lo manca e colpisce il recinto, facendo suonare le campanelle, che svegliano Pluto. Quest'ultimo si mette a inseguire i due coyote, finché essi riescono a seminarlo. Pluto poi decide di entrare nel recinto travestito da pecora. Nel frattempo Junior si intrufola di nuovo nel recinto catturando Pluto, senza che opponga resistenza, ma una volta fuori il cane inizia a inseguire Mezzacoda. La mattina dopo il coyote riesce a catturare un agnello e, tornato nella sua tana, si appresta a divorarlo, salvo poi scoprire che si tratta del suo cucciolo ancora travestito da pecora. Frustrato, Mezzacoda comincia a picchiarsi la testa, e il piccolo, pensando che sia un gioco, lo imita.

## Distribuzione

### Cinema
- Pippo, Pluto, Paperino Supershow (1973)[1][2]

### Edizioni home video

#### VHS
- Pippo, Pluto, Paperino Supershow (gennaio 1984)[2][3]
- Pippo, Pluto, Paperino Supershow (aprile 1990)[4]